# Melit
Melit, medena kromova smola, medeni kamen ali medovec je nenavaden mineral, ki spada med organske spojine. Kemično je aluminijev melitat s kemijsko formulo Al2C6(COO)6 • 16H2O. Nahajališča melita so povezana z nahajališči lignita, zato se domneva, da je nastal iz rastlinskega gradiva in aluminija iz gline.
Njegovo ime je nastalo iz grške besede μέλ˘ι [melis] – med in se nanaša na njegovo značilno barvo.
Melit je prozoren do prosojen kristal medene barve, ki se lahko obdeluje kot drag kamen. Kristalizira v tetragonalnem kristalnem sistemu kot dobro razvit kristal ali kot brezoblična masa. Je zelo mehak mineral s trdoto 2 – 2,5 po Mohsovi lestvici in majhno specifično težo približno 1,6.
Odkrili so ga leta 1789 v Turingiji v Nemčiji, kasneje pa tudi v Rusiji (Nerčinsk, Malovka), Češki republiki (Vernerovice, Korozluky, Valchov) in Madžarski (Tatabánya). V Sloveniji se pojavlja samo melit organskega izvora v rudniku Trbovlje. Glede na redkost pojavljanja v svetu lahko slovenski melit uvrščamo med mineraloške znamenitosti.
Melit nima nobene uporabne vrednosti in je zanimiv samo za znanstvenike in zbiralce.